# Villa de Pavillons Sous Bois
Desde el año 1996, la ciudad española Écija (Sevilla) se encuentra hermanada con la ciudad francesa Les Pavillons-sous-Bois  Francia a través de una calle que lleva su nombre impreso con el antecedente español "Villa de" y, al principio, con la carencia de la s final de Pavillons que hace referencia a su plural, debido a un posible error en el registro de la calle por el acento andaluz, quedando así llamada Villa de Pavillon Sous Bois. El 1 de abril de 2017 el nombre fue corregido a Villa de Pavillons Sous Bois de cara a colocación de la placa conmemorativa del 20 aniversario del hermanamiento de ambas ciudades.
El significado literal es los albergues bajo el bosque. Albergues hace referencia a las casas de campo de vigilancia construidas en el municipio francés con piedra local en torno a 1770 y rehabilitadas en 1998, que se encontraban en la entrada de la finca del castillo de Raincy. El bosque mencionado en el nombre hace referencia al antiguo bosque de Bondy que cubría la mayor parte del área al noreste de París.

## Historia
Villa de Pavillons Sous Bois se encuentra abierta al público, aunque oficialmente el ayuntamiento comunicó a los años de su creación que es privada, causa que en un principio fue obstáculo para la plantación de vegetación en los arriates y para la regulación con los servicios públicos de mantenimiento.